# Haines (Oregon)
Haines è una città degli Stati Uniti d'America situata nell'Oregon, nella Contea di Baker.